# Suncorp Place
Suncorp Place (précédemment Qantas International Centre ou AAP Centre) est un gratte-ciel de bureaux de 193 mètres de hauteur construit à Sydney en Australie. Sa construction a pris beaucoup de temps, elle a duré 12 ans de 1970 à 1982, du fait de l'action des syndicats. À son achèvement c'était l'un des plus hauts gratte-ciel de Sydney et de l'Australie.
Il a été conçu par les agences Joseland and Gillings et PTW Architects (Peddle Thorp Walker).
La constuction de la tour est annoncée en 1966. L'excavation démarre en 1969. La construction démarre en 1972. Le bâtiment est livré en 1982, avec six ans de retard.
Norman Foster s'est directement inspiré des éléments structurels de la Suncorp Place pour concevoir la tour HSBC Main Building à Hong Kong.